# Tatarevići (Foča, BiH)
Tatarevići su naseljeno mjesto u općini Foči, Republika Srpska, BiH. Popisano su kao samostalno naselje na popisu 1961., a na kasnijim popisima ne pojavljuje se, jer su 1962. pripojeni Kolunu (Sl.list NRBiH, br.47/62). Nalaze se 0,3 km sjeverozapadno od Kolun i 0,5 km južno od Potkoluna.

## Stanovništvo
| Narod     | Popis 1961. |
| --------- | ----------- |
| Hrvati    |             |
| Muslimani | 11          |
| Srbi      | 87          |
| ostali    | 2           |
| Ukupno    | 100         |